# Dhimmi
En dhimmi (arabiska: ذمّي) ibland även stavat zhimmi, är, enligt klassisk islamisk rättslig (shari'a) och politisk litteratur, en jude eller kristen som lever i en muslimsk stat och åtnjuter statens beskydd. Termen betyder bokstavligen "skyddad person" och kommer etymologiskt från dhimma, "att vara omhändertagen". De som teologiskt och historiskt har omfattats av denna särställning är anhängare av de abrahamitiska religionerna, vars religioner tolkats som uppenbarade, dvs. judar och kristna, de så kallade ”bokens folk”. I mogulriket kom hinduer att räknas som dhimmi.
Innebörden i dhimmi-systemet är att kristna och judar i muslimska områden får erhålla rättigheter och beskydd av den muslimska överhögheten utan att betala det islamiska samfundet religiösa skatten, zakat. Att vara en dhimmi innebär att man inte har samma rättsliga status som en muslim, exempelvis behöver inte en dhimmi tjänstgöra i försvaret, men har rätt till liv, egendom och att utöva sin religion. Han måste framför allt betala en speciell skatt (jizya) och medan muslimer endast betalade en lägre jordskatt, ushr, fick judar och kristna betala en högre skatt på egendom och mark, som kallades för kharaj. Det var alltså ekonomiskt lönsamt för muslimska riken att en viss andel av befolkningen inte övergick till islam. I takt med att omvändningen ökade förändrades därför skattesystemet och den religiösa åtskillnaden mellan olika jordskatter försvann.
En annan viktig historisk skillnad är att olika lagstiftningar gällde för de abrahimitiska religionerna, där kristna och judar fick lyda sina egna lagar i interna angelägenheter, såsom arv och rättstvister. Ännu en skillnad är att en muslimsk man enligt sharia får gifta sig med upp till 4 kvinnor - och utöver hustrur även får äga konkubiner - som kan vara antingen muslimer, kristna eller judinnor, medan ett äktenskap mellan en muslimsk kvinna och en icke-muslimsk man är förbjudet. 
Andra restriktioner för dhimmi var t.ex. förbud mot att bära vapen eller att äga finare riddjur. Det fanns också restriktioner för klädedräkten och att icke-muslimer skulle bära något slags kännetecken. Judiska och kristna religiösa byggnader fick inte vara större och ståtligare än muslimska religiösa byggnader.
Vissa av dessa restriktioner (till exempel jizya, förbud mot att gifta sig med muslimska kvinnor) har funnits överallt och konstant sedan den tidiga islams tid i alla länder vars lagar var baserade på sharia. Andra (särskilt förbud mot att bära vapen eller att äga finare riddjur, skyldigheten att bära vissa typer av kläder, byggrestriktioner) infördes och avskaffades av olika muslimiska härskare vid olika tidpunkter och i olika länder.
Under 1800-talets andra hälft införde Osmanska riket en serie rättsreformer som gradvis stärkte de icke-muslimska invånarnas (ungefär 25% av rikets befolkning) rättsliga ställning i samhället och efter första världskriget avskaffade Turkiet alla de osmanska sharialagarna. I de flesta muslimska länder som blev självständiga under 1900-talet infördes inga sharialagar av denna typ, medan de däremot delvis återinfördes i Iran efter revolutionen 1979.